# Perte (hydrologie)
Pour les articles homonymes, voir Perte.
On parle de perte lorsqu'un cours d'eau disparaît, totalement ou partiellement, par infiltration ou dans un gouffre. Le mot s'applique au phénomène, et au lieu où il se produit. C'est un phénomène localisé, tout ou partie du cours d'eau devient alors souterrain. Dans la plupart des cas il s'agit d'un phénomène karstique.

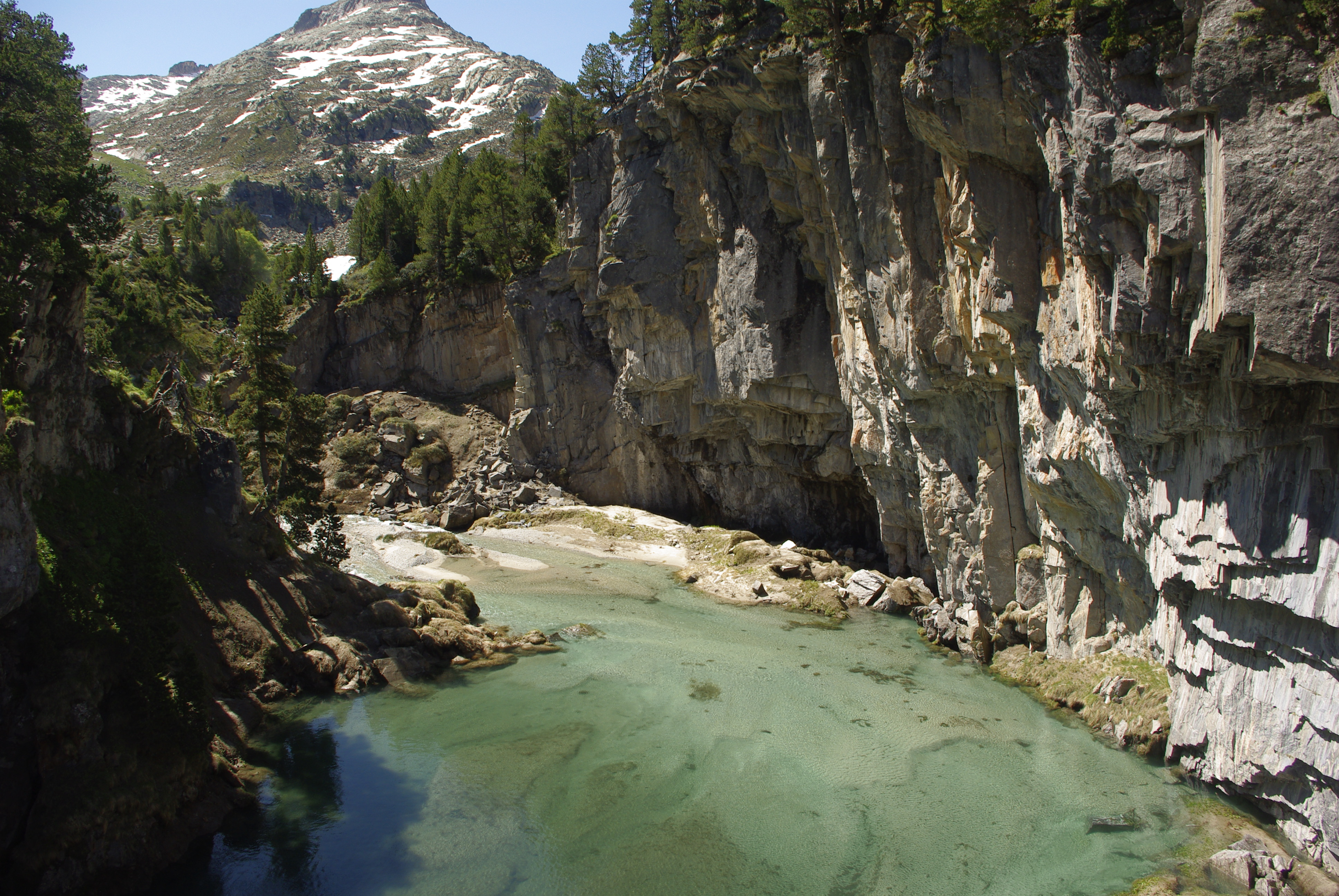
Le Forau de Aigualluts ou trou du Toro, massif de la Maladeta, Espagne.

Lorsqu'une nouvelle perte se produit en amont d'une perte existante, cette dernière n'est plus alimentée, elle devient une perte fossile. On parle alors de régression de la perte.
Le cours d'eau réapparaît à l'air libre par une ou plusieurs résurgences. Un ponor (mot serbo-croate) est parfois lié à une perte.
Sur le territoire de la Wallonie dialectale, cette perte s'appelle chantoire (francisation du wallon tchantwère, chanter).

## Sites connus
- Le gouffre de Belvaux en Belgique.
- La grotte du Mas-d'Azil en Ariège, France.
- Le trou du Toro ou Forau de Aigualluts, haute vallée de l'Esera, Aragon (province de Huesca), au pied du massif de la Maladeta, Espagne, avec une résurgence de la Garonne dans le Val d'Aran (Catalogne) au Guelh de Joèu.
- Les pertes du Danube (Allemagne) : une partie des eaux du Danube supérieur s'infiltrent et vont rejoindre le lac de Constance au travers de la résurgence de l'Aachtopf. Il s'agit là d'un phénomène de capture.
- Les pertes de la Meuse (Vosges, France) peuvent être observées durant l'été au niveau de Bazoilles-sur-Meuse, puis le fleuve réapparaît au niveau de Neufchâteau où il est également à l'origine du ruisseau de l'Abreuvoir.
- Le Mouzon (Vosges, France) a des pertes en aval de Rebeuville et réapparaît aussi à Neufchâteau où il forme les sources des ruisseaux de la Bagatelle et de la Mazarine.
- Le Boulon, perte sur la commune de Danzé et résurgence sur la commune voisine d'Azé (Loir-et-Cher, France)[2].
- La perte de Fosse-Soucy à Maisons dans le Calvados en France, sur la rivière Aure, dont la résurgence se trouve dans la Manche.
- La perte de la Reka en Slovénie, qui a formé les grottes de Škocjan et donne lieu à la résurgence du Timave en Italie, près de Trieste.
- Les pertes du Rhône et de la Valserine dans l'Ain en France ne sont pas à proprement parler des pertes mais constituent chacune l'entrée brutale d'un canyon en fente.